# Завалищин, Александр Николаевич
Александр Николаевич Завалищин (род. 1947) — советский и российский учёный-металлург, доктор технических наук, профессор.
Автор более 90 научных работ, а также нескольких патентов и изобретений.

## Биография
Родился 12 августа 1947 года в городе Магнитогорске, Челябинской области.

### Образование
Окончил магнитогорскую среднюю школу № 4 в 1964 году. В 1969 году окончил Магнитогорский горно-металлургический институт (МГМИ, ныне Магнитогорский государственный технический университет) по специальности «металловедение, оборудование и термическая обработка металлов». В 1975 году в Киевском политехническом институте защитил кандидатскую диссертацию на тему «Исследование возможности борирования высокопрочных чугунов с шаровидным графитом». В 2005 году в Центральном научно-исследовательском институте тяжелого машиностроения в Москве защитил докторскую диссертацию на тему «Развитие теории и технологии формирования структуры и свойств покрытий на металлах в условиях ударно-фрикционного взаимодействия инструмента с поверхностью». Влияние на Завалищина как ученого оказали его учителя: профессора Г. И. Иванцов, В. Г. Пермяков и В. Н. Гриднев.

### Деятельность
По окончании МГМИ, продолжил в нём работать и прошел путь от ассистента до заведующего кафедрой металловедения и термообработки металлов, проработав в этой должности с 1985 по 1994 годы. В настоящее время А. Н. Завалищин работает профессором кафедры литейного производства и материаловедения, где преподает дисциплины "Теория строения материалов" и "Технология термообработки на металлургических заводах".
Исследования Завалищина принадлежат к научной школе, изучающей управление структурой и свойствами горячекатаной стали. Результаты его научных исследований внедрены в
производство в прокатных цехах ЛПЦ-3 и ЛПЦ-10 Магнитогорского металлургического комбината, а также на Магнитогорском метизном заводе.
В 2005 году был награждён знаком «Почетный работник высшего профессионального образования Российской Федерации».